# Campeonato Sul-Americano de Rugby Seven Feminino de 2010
O Campeonato Sul-Americano de Rugby Seven Feminino de 2010 foi a VI edição deste torneio. O torneio foi realizado em Mar del Plata, no Argentina e foi vencido pela Seleção Brasileira.

## Seleções participantes
- Argentina
- Brasil
- Chile
- Colômbia
- Paraguai
- Peru
- Uruguai
- Venezuela

## Jogos
| Data                 | Chave A           | Chave A           | Chave A           |
| -------------------- | ----------------- | ----------------- | ----------------- |
| 5 de Janeiro de 2010 | Uruguai           | 17-5              | Chile             |
| 5 de Janeiro de 2010 | Brasil            | 45-0              | Peru              |
| 5 de Janeiro de 2010 | Uruguai           | 36-0              | Peru              |
| 5 de Janeiro de 2010 | Brasil            | 29-0              | Chile             |
| 5 de Janeiro de 2010 | Chile             | 27-0              | Peru              |
| 5 de Janeiro de 2010 | Brasil            | 29-0              | Uruguai           |
| Data                 | Chave B           | Chave B           | Chave B           |
| 5 de Janeiro de 2010 | Colômbia          | 12-5              | Venezuela         |
| 5 de Janeiro de 2010 | Argentina         | 34-0              | Paraguai          |
| 5 de Janeiro de 2010 | Venezuela         | 19-7              | Paraguai          |
| 5 de Janeiro de 2010 | Colômbia          | 21-7              | Argentina         |
| 5 de Janeiro de 2010 | Colômbia          | 31-0              | Paraguai          |
| 5 de Janeiro de 2010 | Argentina         | 24-0              | Venezuela         |
| Data                 | Semifinais Bronze | Semifinais Bronze | Semifinais Bronze |
| 6 de Janeiro de 2010 | Venezuela         | 36-0              | Peru              |
| 6 de Janeiro de 2010 | Chile             | 24-0              | Paraguai          |
| Data                 | Semifinais Ouro   | Semifinais Ouro   | Semifinais Ouro   |
| 6 de Janeiro de 2010 | Brasil            | 22-7              | Argentina         |
| 6 de Janeiro de 2010 | Colômbia          | 7-5               | Uruguai           |
| Data                 | Final 7º e 8º     | Final 7º e 8º     | Final 7º e 8º     |
| 6 de Janeiro de 2010 | Paraguai          | 15-5              | Peru              |
| Data                 | Final Bronze 5º   | Final Bronze 5º   | Final Bronze 5º   |
| 6 de Janeiro de 2010 | Chile             | 10-5              | Venezuela         |
| Data                 | Final Prata 3º    | Final Prata 3º    | Final Prata 3º    |
| 6 de Janeiro de 2010 | Uruguai           | 14-12             | Argentina         |
| Data                 | Final Ouro        | Final Ouro        | Final Ouro        |
| 6 de Janeiro de 2010 | Brasil            | 17-0              | Colômbia          |

## Campeão
| Campeonato Sul-Americano de Rugby Seven Feminino de 2010 |
| -------------------------------------------------------- |
| BRASIL Campeão (6º título)                               |